# Palo Pinto County
Palo Pinto County är ett administrativt område i delstaten Texas, USA, med 28 111 invånare (2010). Den administrativa huvudorten (county seat) är Palo Pinto. 

## Geografi
Enligt United States Census Bureau har countyt en total area på 2 554 km². 2 468 km² av den arean är land och 85 km² är vatten.

### Angränsande countyn
- Jack County - norr
- Parker County - öster
- Hood County - sydost
- Erath County - söder
- Eastland County - sydväst
- Stephens County - väster
- Young County - nordväst

### Orter
- Gordon
- Graford
- Mineral Wells (delvis i Parker County)
- Mingus
- Palo Pinto (huvudort)
- Strawn